# Сыроватский (Белгородская область)
Сыроватский — хутор в Алексеевском районе (городском округе, с 2018) Белгородской области, входит в состав Хрещатовского сельского поселения.

## Описание
Расположен в восточной части области, в 17 км к юго-западу от районного центра, города Алексеевки.
| 1859 | 2002 | 2010 |
| ---- | ---- | ---- |
| 429  | ↘36  | ↘15  |

Улицы и переулки
| - ул. Раздольная |

## История
Упоминается в Памятной книжке Воронежской губернии за 1887 год как "хуторъ Сыроватскій" Наголенской волости Бирюченского уезда. Число жителей обоего пола — 451, число дворов — 57.